# Almiro Bergamo
Almiro Bergamo est un rameur italien, né le 20 octobre 1912 à Cavallino-Treporti et mort le 4 juillet 1994 dans la même ville.

## Biographie

### Palmarès

#### Aviron aux Jeux olympiques
- 1936 à Berlin,  Allemagne
  -  Médaille d'argent en deux de pointe avec barreur[1]